# Col de la Lombarde
Der Col de la Lombarde (italienisch Colle della Lombarda) ist ein in den Sommermonaten befahrbarer Straßenpass in den Seealpen. Der Pass hat eine Höhe von 2350 m s.l.m. und markiert die Grenze zwischen dem französischen Département Alpes-Maritimes und der italienischen Region Piemont.
Der Pass liegt zwischen den Bergen Cime de la Lombarde (2800 m) im Nordosten und dem Tête de l'Adrech (2475 m) im Südwesten.
Auf der französischen Seite liegt der Retorten-Skiort Isola 2000. Dort hatte die Tour de France im Jahre 1993 eine Bergankunft und den Start der 12. Etappe.
Der Ausbau der Straße zwischen Isola und Isola 2000 ist gut zweispurig, im weiteren Verlauf verengt sich die Straße auf eine teils nur noch einspurige aber weiterhin asphaltierte Fahrbahn.

## Radrennsport
Die Tour de France hat den Pass erstmals am 21. Juli 2008 im Verlauf der 16. Etappe von Cuneo nach Jausiers überquert. Der Pass zählte bei der Bergwertung zur höchsten Kategorie (hors categorie), die Wertung wurde von dem deutschen Fahrer Stefan Schumacher gewonnen.
Der Giro d’Italia führte zuletzt am 28. Mai 2016 über den Pass. Es war die 20. Etappe von Guillestre nach Vinadio. Die Teilnehmer mussten am selben Tag bereits den Col de Vars (2108 m) und den Col de la Bonette (2715 m) bewältigen.

## Karte

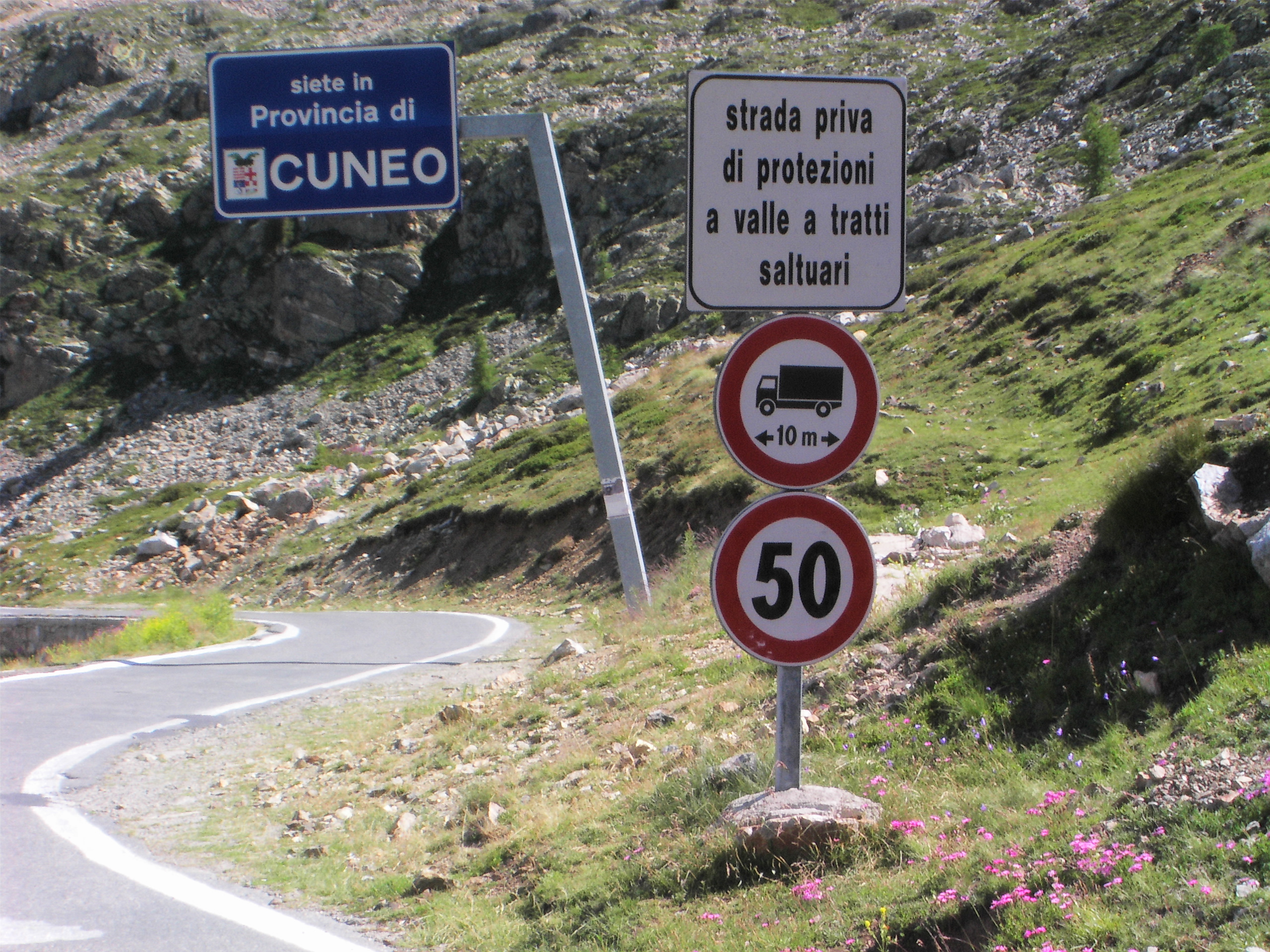
Von der Passhöhe in Richtung Italien
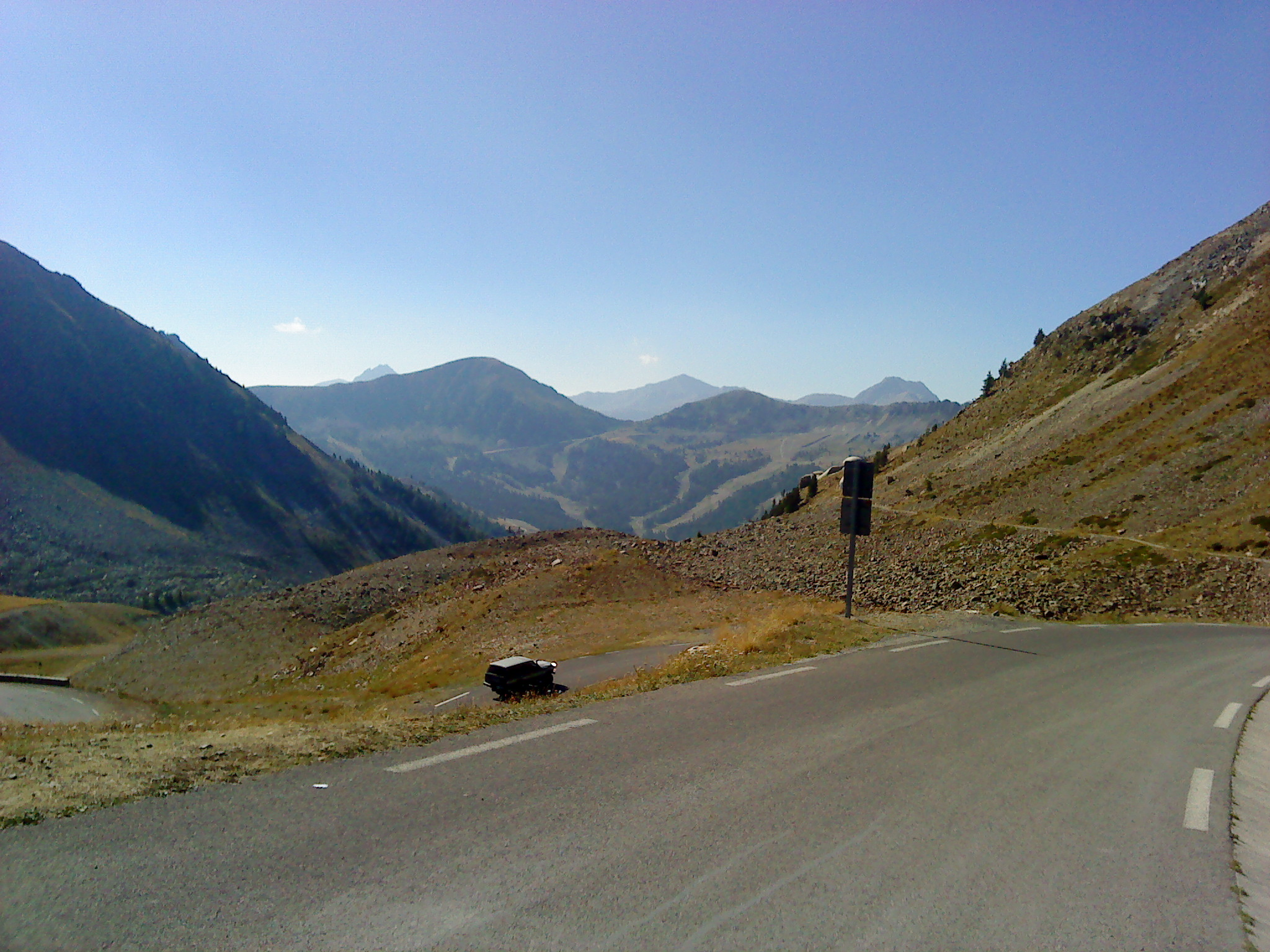
Von der Passhöhe in Richtung Frankreich
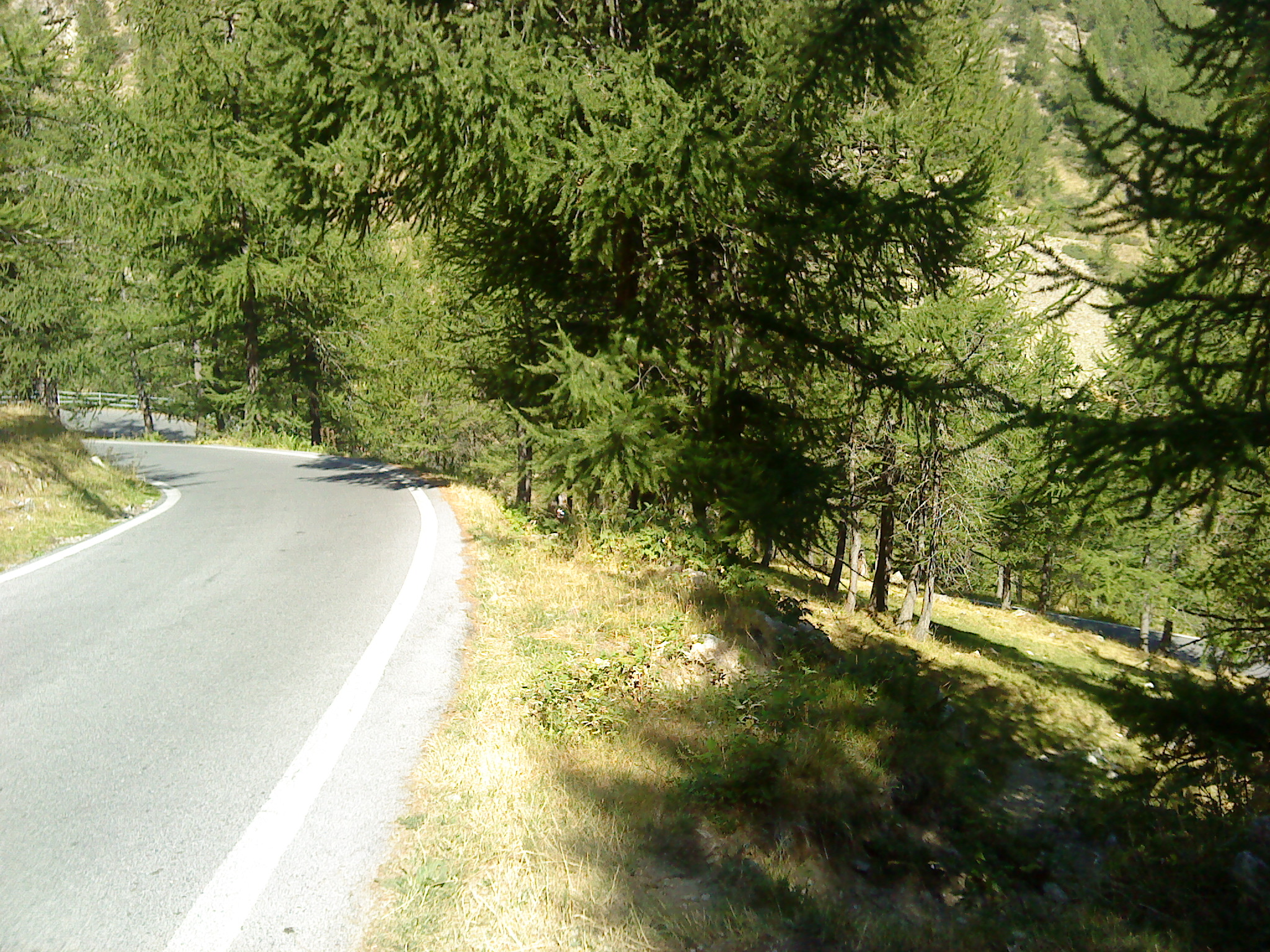
Die enge Passstraße führt teilweise durch einen Wald; hier die italienische Seite, ca. 1780 m.ü.NN
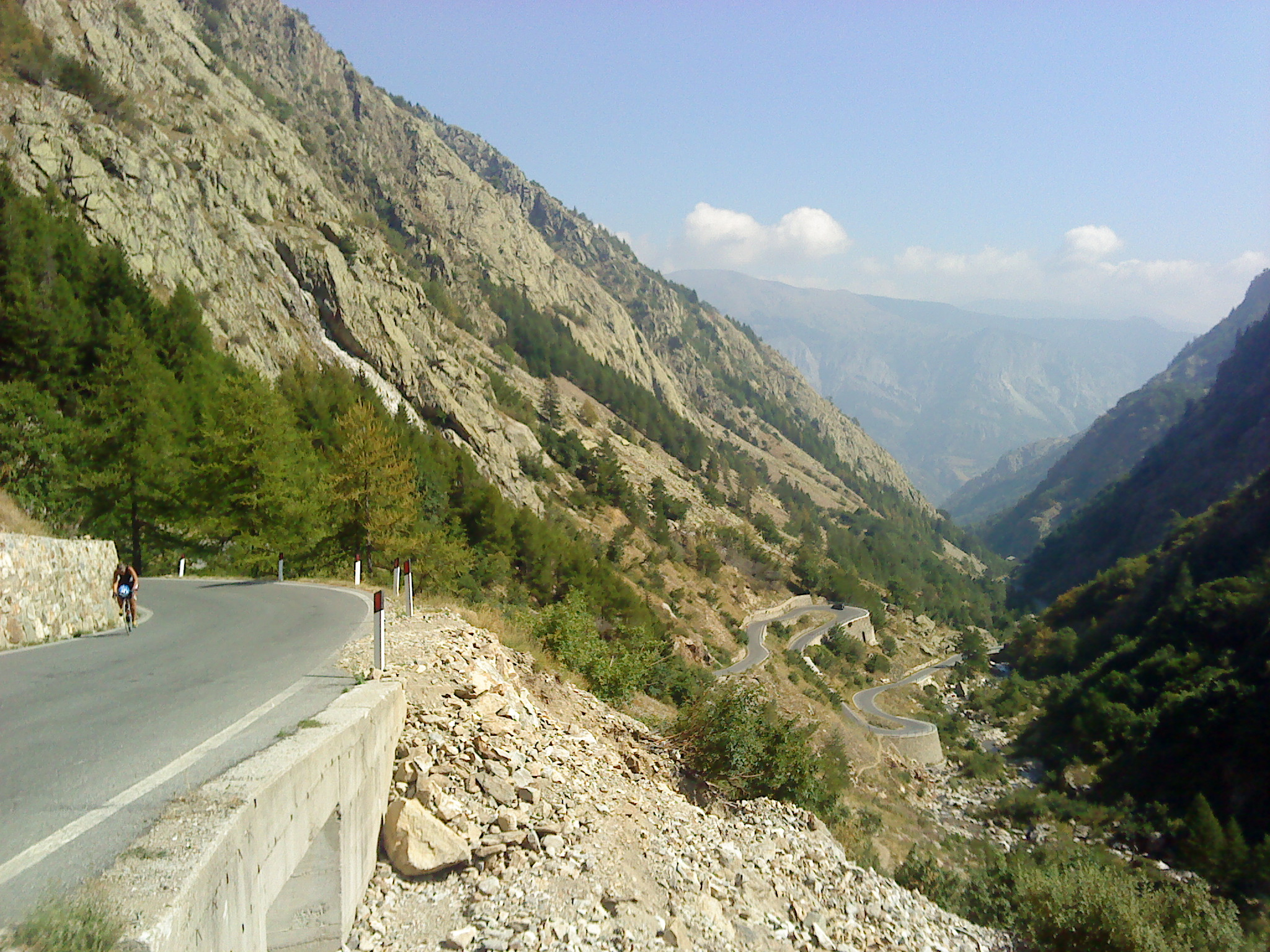
Serpentinen auf italienischer Seite, ca. 1450 m.ü.NN